# 土屋蕭海
土屋 蕭海（つちや しょうかい、1830年1月9日（文政12年12月15日） - 1864年10月10日（元治元年9月10日）は、幕末の武士、萩藩士。名は棖、字は松如、通称は矢之助。

## 経歴・人物
1830年1月9日（文政12年12月15日）長門国萩藩（現：山口県萩市）に生まれる。坂井虎山、羽倉簡堂らに学び、明倫館の助教、侍講をつとめる。吉田松陰と親交が深く、尊王攘夷運動に奔走した。1864年10月10日（元治元年9月10日）逝去、享年36。
1891年（明治24年）、正五位を追贈された。